# Halothamnus sistanicus
Halothamnus sistanicus là loài thực vật có hoa thuộc họ Dền. Loài này được (De Marco & Dinelli) G. Kothe-Heinrich mô tả khoa học đầu tiên năm 1991.